# Bayad
Pour les articles homonymes, voir Bayat.

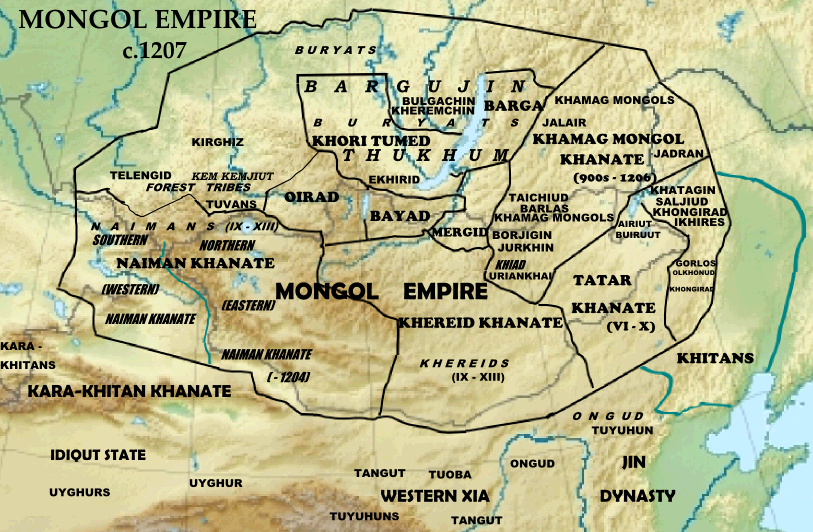
Les Bayads au centre de l'Empire mongol en 1207.

Les Bayads, Bajads ou Bayids (cyrillique : Баяд, MNS : Bayad, littéralement : Les riches) sont le troisième plus important groupe ethnique des Mongols, en Mongolie et ils ont des membres dans les quatre oïrats.

## Histoire
L'ethnie actuelle des Bayads doit son nom à la maison aristocratique des Baya'ud, donc la lignée est connu depuis le XIe siècle. Ils sont répartis à la fois chez les peuples mongols et turcs. Parmi les Mongols, le clan est distribué chez les Khalkhas, les Mongols de Mongolie-Intérieure (en République populaire de Chine), les Bouriates et les Oïrats.
Le recensement de 2010, en dénombre 56 573 en Mongolie.

## Membres notables
- El Temür (en) - Chancelier de la dynastie Yuan ;
- Köke Temür (en) - Général de la dynastie Yuan ;
- Bulughan Khatun (en) - Femme favorite de l'Ilkhan Abaqa ;
- Kököchin - Femme principale de l'Ilkhan Ghazan, qui est escorté de Khanbaliq (Pékin) à la Perse par Marco Polo ;
- Jambyn Batmönkh - un leader politique communiste à la tête de la Mongolie de 1984 à 1990 ;
- Khorloogiin Bayanmönkh - Meilleur lutteur de Mongolie du XXe siècle en lutte mongole et champion du monde de lutte libre en 1975 ;
- Norovyn Altankhuyag - Premier ministre de Mongolie, de 2012 à nos jours, Parti démocrate (Mongolie) ;
- Mishigiin Sonompil (en) - Membre du parlement.